# Hampster Dance
Hampster Dance ou Hampsterdance é uma hit de Hampton The Hampster. Foi lançada em julho de 2000, como um single. Foi produzido por The Boomtang Boys, recriando letras de Roger Miller e no estilo rap, eurodance e eletrônica.
A música foi gravada e lançada em 1999, tendo obtido a 4.ª posição no natal do Reino Unido naquele ano. Posteriormente em 2000, foi lançada junto com o álbum "The Hampsterdance Album".

## Meme
Desde o lançamento da música e do álbum, o single se tornou um dos mais conhecidos memes da internet. Um vídeo lançado no Youtube em 3 de fevereiro de 2009 atingiu dez milhões de visualizações, se tornando um viral.